# Jos. Schrijnen
Joseph Charles François Hubert (Jos.) Schrijnen (Venlo, 3 mei 1869 - Nijmegen, 26 januari 1938) was een Nederlands priester, classicus, linguïst, en volkskundige. Hij was mede-oprichter en in 1923 eerste rector-magnificus van de Katholieke Universiteit Nijmegen.

## Biografie
Schrijnen stamde uit een oud Limburgs geslacht van medici en apothekers. Ook zijn vader was apotheker. Joseph Schrijnen was een jongere broer van bisschop Laurent Schrijnen, de vierde bisschop van het tweede Bisdom Roermond.

### Opleiding en eerste betrekking
Hij kreeg zijn middelbare opleiding te Roermond en deed een voorbereidende filosofie-studie te Rolduc, alvorens klassieke letteren te gaan studeren aan de Katholieke Universiteit Leuven. In 1891 promoveerde hij summa cum laude. Na zijn theologische studie aan het Grootseminarie te Roermond werd hij in 1894 priester gewijd.  Van 1894 tot 1912 was hij werkzaam als leraar aan het Bisschoppelijk College te Roermond, gedeeltelijk in dezelfde periode waarin ook zijn broer Laurent daar leraar was.

### Academische loopbaan

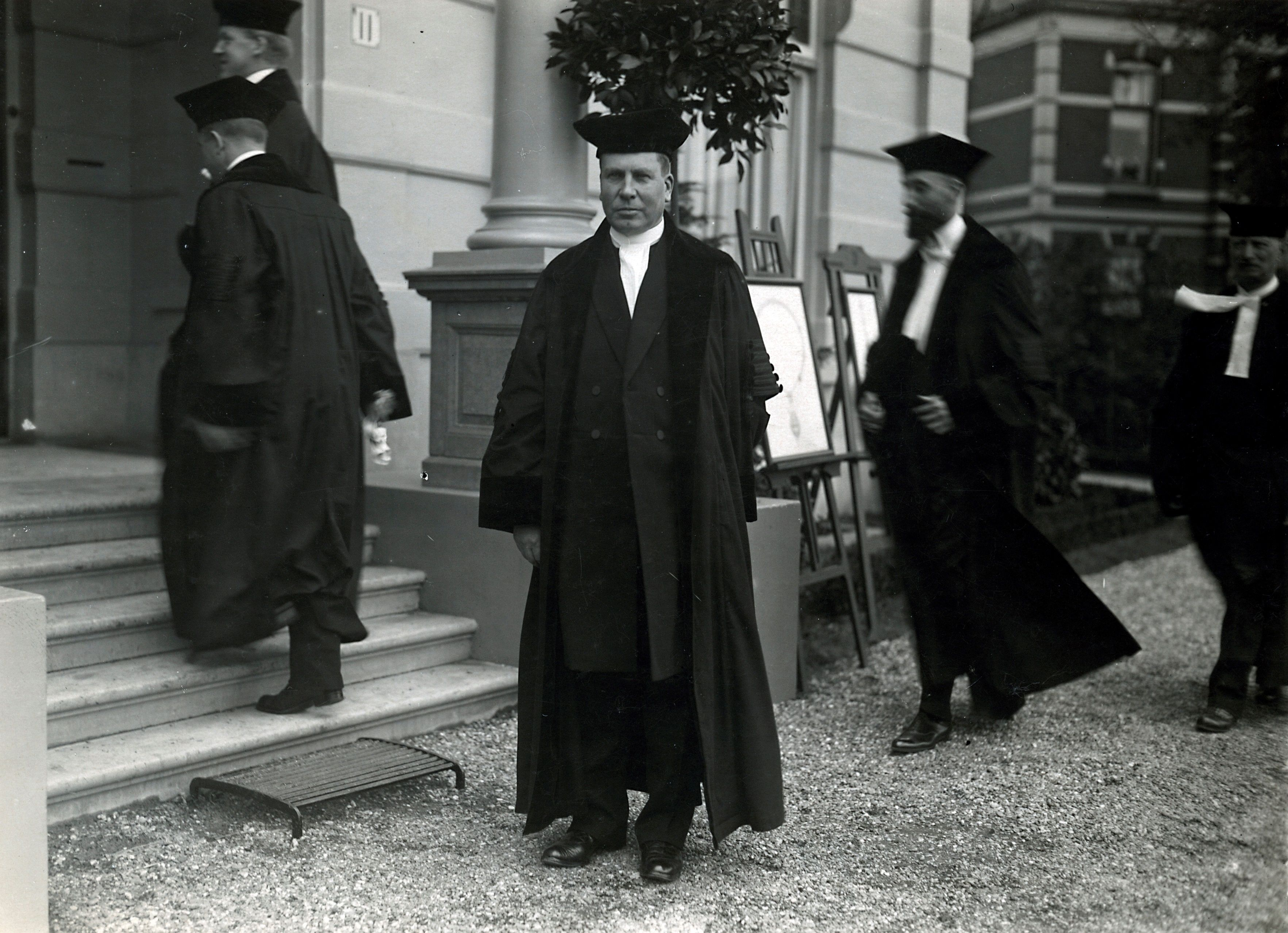
Schrijnen (1923)

In 1910 werd hij vanwege de Sint-Radboudstichting benoemd tot lector aan de Rijksuniversiteit te Utrecht, om onderwijs te geven in de klassieke taalkunde en de cultuurgeschiedenis der Christelijke oudheid. In 1912 volgde zijn benoeming tot bijzonder hoogleraar vanwege de St. Radboudstichting, en sinds 1921 was hij tevens buitengewoon hoogleraar in de Algemene Taalwetenschap.
Bij de opening van de R.K. Universiteit te Nijmegen in 1923 werd hij benoemd tot gewoon hoogleraar in de Algemene Taalwetenschap, de Griekse en Latijnse taalkunde en de Volkskunde, alsmede tot eerste rector magnificus. Schrijnen richtte samen met zijn leerling Christine Mohrmann de École de Nimègue op.

## Kerkelijke titel
Als (honorair) lid van de pauselijke huishouding, in zijn hoedanigheid van 'Huisprelaat van Zijne Heiligheid de Paus', droeg Jos. Schrijnen de kerkelijke titel van monseigneur.
- Biblioteca Nacional de España: XX997812
- Bibliothèque nationale de France: cb12756850w (data)
- Biografisch Portaal: 05831489
- Digitale Bibliotheek voor de Nederlandse Letteren: schr018
- Gemeinsame Normdatei: 118795465
- International Standard Name Identifier: 0000 0001 1451 1758
- Library of Congress Control Number: n2007035273
- Nationale Bibliotheek van Tsjechië: pna2012695014
- Nationale bibliotheek van Australië: 35813301
- Nederlandse Thesaurus van Auteursnamen: 068425635
- Système universitaire de documentation: 059711884
- Trove: 1099353
- Virtual International Authority File: 88027275
- WorldCat: E39PBJktvxf47djhTv48hx6Yfq